# Trompette piccolo
Ne doit pas être confondu avec trompette de poche.

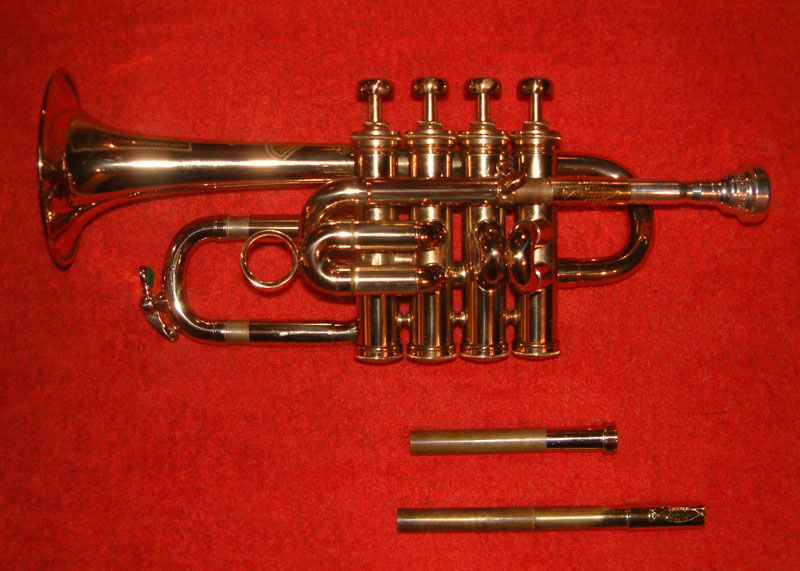
Trompette piccolo en si bémol, avec des branches d'embouchure différentes pour le si bémol (la plus courte) ou la (la plus longue)

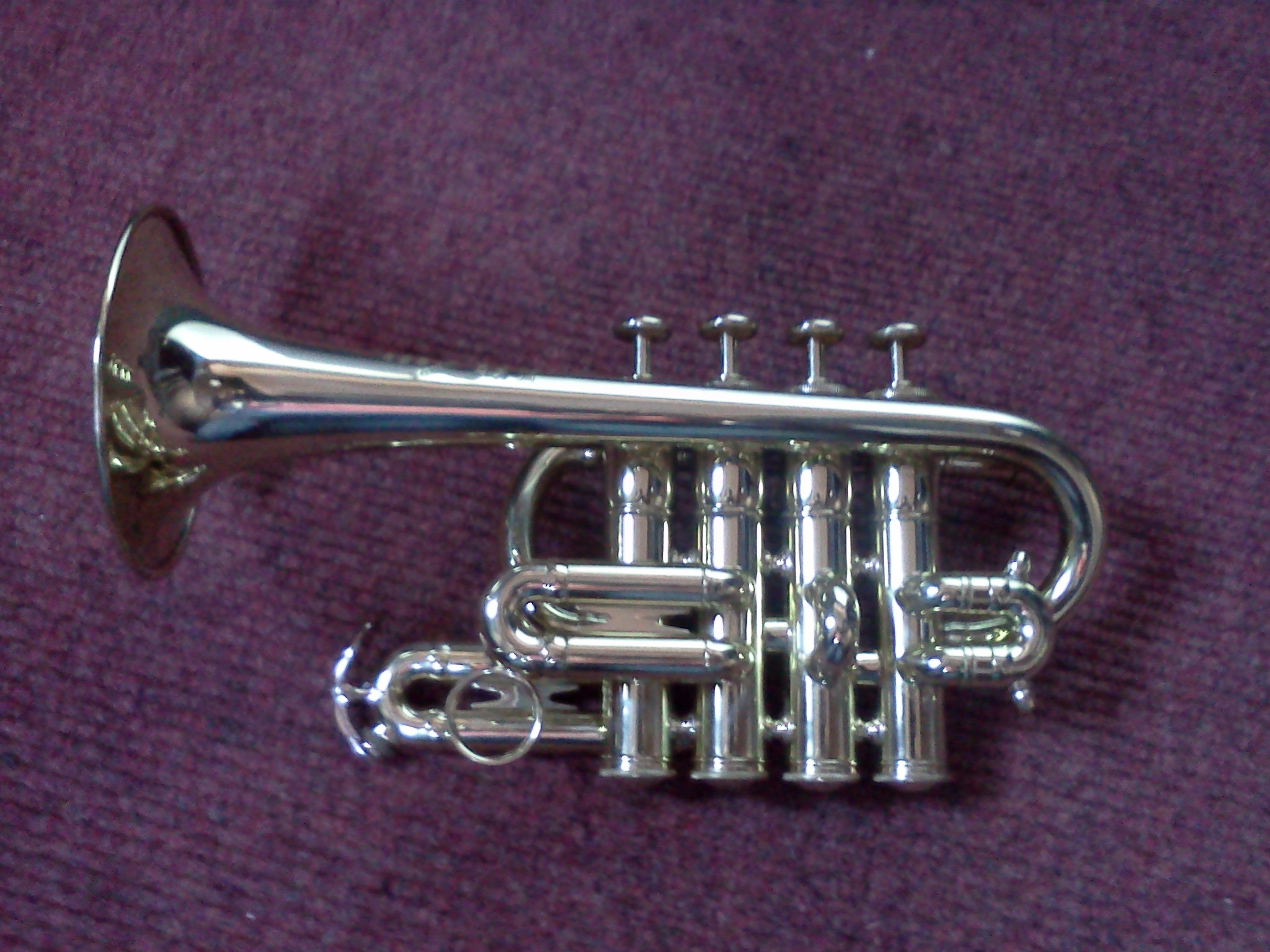
Trompette piccolo

La trompette piccolo est la plus petite de la famille des trompettes. Elle joue une octave plus haut que la trompette standard en si bémol. La plupart des trompettes piccolo sont conçues pour jouer dans les deux tonalités de si bémol ou la, en utilisant une branche d'embouchure différente pour chaque tonalité. Le tube de la trompette piccolo en si bémol a une longueur moitié de celle de la trompette normale en si bémol. Des trompettes piccolo en sol, fa, ut sont également fabriquées, mais elles sont rares.
La trompette soprano en ré, aussi connu comme la « trompette Bach », a été inventée vers 1890 par le facteur belge Victor-Charles Mahillon pour jouer les parties hautes de la trompette dans la musique de Bach et Haendel.
La trompette piccolo moderne permet aux joueurs de jouer les parties de trompette difficiles de la musique baroque, comme le deuxième concerto Brandebourgeois et la messe en si mineur de Bach. Adolf Scherbaum a été le premier à se spécialiser dans la trompette piccolo et à découvrir de nouvelles œuvres baroques, faisant aussi des transcriptions originales. Maurice André a développé le répertoire de la trompette piccolo moderne, jouant de cet instrument pendant 50 ans.
La technique de production sonore est fondamentalement la même que celle utilisée sur la grande trompette en si bémol. La pression d'air et les coups de langue sont différents, et les joueurs utilisent une embouchure peu profonde pour la trompette piccolo. Presque toutes les trompettes piccolo ont quatre pistons au lieu de trois - le quatrième piston abaisse généralement la tonalité d'une quarte. Cela étend la tessiture vers le bas et offre des doigtés de substitution et améliore l'intonation pour certaines notes.
La trompette piccolo solo dans Penny Lane des Beatles, qui marque les débuts de cet instrument dans la musique pop (dans la chanson française, elle est déjà employée depuis le début des années 60), a été jouée par David Mason. Paul McCartney n'était pas satisfait des premières tentatives d'instrumentation de la chanson (dont l'une figure dans Anthology 2), et a eu l'idée d'utiliser l'instrument après avoir entendu l'interprétation du deuxième Concerto brandebourgeois par Mason dans une émission de radio de la BBC et avoir demandé à George Martin quelle était cette trompette « si élevée ». Finalement, Mason a enregistré le solo en utilisant une trompette piccolo en si b . La trompette piccolo a également été utilisée dans une citation de l'invention de Bach n° 8 en fa majeur (BWV 779) dans All You Need Is Love. L'utilisation de l'instrument est désormais monnaie courante dans de nombreux genres musicaux.